# Mur – piosenki Lluisa Llacha
Mur – piosenki Lluisa Llacha – album grupy Zespół Reprezentacyjny, nagrany podczas koncertów w Studiu im. Agnieszki Osieckiej w Warszawie 22 i 23 kwietnia 2013. Ukazał się 31 marca 2014 w formie książki z płytą nakładem firmy Impresariat Karlsbad.
Płyta stanowi wspomnienie pierwszego okresu działalności zespołu, zawiera bowiem piosenki najsłynniejszego barda Katalonii Lluisa Llacha. Polskimi wersjami tego właśnie poety Zespół Reprezentacyjny rozpoczął swoją działalność w 1983 roku, zdobywając nagrody na XIX Studenckim Festiwalu Piosenki. Niektóre z tych piosenek znalazły się w 1985 roku na debiutanckiej kasecie Zespołu Za nami noc... (Pieśni Lluisa Llacha), nagrane półamatorsko w radiu studenckim.
W roku 2013 Zespół wrócił do tego repertuaru, dokonując z pomocą producenta Tomasza Gąssowskiego nowego wyboru piosenek i aranżując je na nowo. Do pracy zaangażowany został perkusista jazzowy Grzegorz Grzyb jako muzyk sesyjny. Piosenki zarejestrowano na żywo, z udziałem publiczności, m.in. w narodowe święto Katalonii, 23 kwietnia.
Książkową część wydawnictwa, w opracowaniu graficznym prof. Macieja Buszewicza, wypełniają teksty wszystkich piosenek, wiele niepublikowanych zdjęć i reprodukcji dawnych dokumentów z czasów PRL, a także obszerny tekst o historii najsłynniejszej piosenki Llacha L'estaca i jej drodze do Polski, gdzie stała się kanwą piosenki Jacka Kaczmarskiego Mury.

## Lista utworów
Lista utworów (muzyka i oryginalne słowa wszystkich piosenek Lluís Llach, chyba że wskazano inaczej)
1. "Za nami noc, przed nami świt" – 3:22
2. "Cisza" – 3:32
3. "L'estaca" [fragment]– 1:21
4. "Mur" – 4:13
5. "Dzwony żałobne cz. II" – 1:28
6. "Debilitas formidinis" – 2:54
7. "Itaka" – 6:02 (słowa cz. I wg wiersza Konstandinosa Kawafisa)
8. "W karczmie nad morzem" – 4:11 (słowa wg wiersza Konstandinosa Kawafisa)
9. "Grecka łódź" – 2:32
10. "Odpowiedz mi" – 3:32
11. "Rozbójnik" – 3:22
12. "Kwiecień 74" – 2:45
13. "Jeszcze" – 3:30
14. "Laura" – 2:34
15. "Kura" – 4:08
16. "Przyjaciele, to nie to" – 3:23

## Skład zespołu
Skład zespołu:
- Jarosław Gugała – pianino Yamaha, gitara klasyczna, śpiew, przekłady
- Filip Łobodziński – gitara klasyczna, gitara 12-strunowa, śpiew, przekłady
- Marek Wojtczak – gitara basowa, kontrabas
- Tomasz Hernik - akordeon, puzon, puzon sopranowy
- Marek Karlsbad – menedżer

oraz
- Tomasz Gąssowski – gitara elektryczna
- Grzegorz Grzyb - perkusja, instrumenty perkusyjne
- Carlos Marrodán Casas - przekłady
- Joanna Karasek - przekłady
- Agnieszka Rurarz - przekłady

## Źródła zewnętrzne
- Strony zespołu [które dokładnie podstrony/artykuły?, podać datę dostępu (zawartość stron www jest zmienna)]